# Араи, Хирооки
Хирооки Араи (яп. 荒井 広宙, род. 18 мая 1988, Обусе, префектура Нагано, Япония) — японский легкоатлет, специализирующийся в спортивной ходьбе. Бронзовый призёр Олимпийских игр 2016 года. Серебряный призёр чемпионата мира 2017 года. Победитель командного чемпионата мира по ходьбе (2018).

## Биография
В детстве мечтал играть в бейсбольной команде, однако родители были против этой идеи. Поэтому Хирооки начал заниматься лёгкой атлетикой, а в старшей школе сконцентрировался конкретно на спортивной ходьбе.
Дебютировал на международной арене в 2011 году на чемпионате мира, где занял 9-е место в ходьбе на 50 километров с личным рекордом 3:48.40. Однако в следующем сезоне ему не удалось отобраться на Олимпийские игры.
В 2015 году остановился в шаге от пьедестала на чемпионате мира, уступив в борьбе за бронзу соотечественнику Такаюки Тании.
На Олимпийских играх в Рио-де-Жанейро на дистанции 50 километров был в числе лидеров и претендовал на подиум. На финишных километрах соперничал за третье место с канадцем Эваном Данфи. В один из моментов они сильно сблизились, и Араи толкнул оппонента. Канадец потерял равновесие, отпустил соперника вперёд и так и не смог его догнать. После финиша Араи был дисквалифицирован судьями за этот инцидент, но после апелляции японской команды ему вернули бронзовую медаль, которая стала первой в истории страны в спортивной ходьбе на Олимпийских играх. Данфи же признал, что их столкновение не оказало решающего значения в борьбе за пьедестал.
Первый сезон после Олимпийских игр начал в феврале с личного рекорда в ходьбе на 20 км — 1:19.25. Летом на чемпионате мира на дистанции 50 км не смог навязать борьбу лидеру Йоанну Дини из Франции, проиграв тому на финише более восьми минут. Однако Араи вместе с соотечественником Каем Кобаяси постоянно были в группе претендентов на серебряную медаль, а за 14 километров до финиша предприняли успешную попытку отрыва. Вдвоём они дополнили пьедестал чемпионата: Араи финишировал вторым, Кобаяси — третьим.
В 2018 году стал первым представителем Японии, победившим на командном чемпионате мира по ходьбе. На дистанции 50 км Араи на шесть секунд опередил товарища по сборной Хаято Кацуки (3:44.25 против 3:44.31). Японцы заняли первые три места и одержали также победу в командном зачёте.
Является военнослужащим Сил самообороны Японии (звание — второй лейтенант). Выпускник Университета технологий в Фукуи.

## Основные результаты
| Год  | Турнир                   | Место проведения         | Дисциплина   | Место | Результат |
| ---- | ------------------------ | ------------------------ | ------------ | ----- | --------- |
| 2011 | Чемпионат мира           | Тэгу, Южная Корея        | ходьба 50 км | 9-е   | 3:48.40   |
| 2012 | Кубок мира               | Саранск, Россия          | ходьба 20 км | 57-е  | 1:27.17   |
| 2013 | Чемпионат мира           | Москва, Россия           | ходьба 50 км | 11-е  | 3:45.56   |
| 2015 | Чемпионат мира           | Пекин, Китай             | ходьба 50 км | 4-е   | 3:43.44   |
| 2016 | Олимпийские игры         | Рио-де-Жанейро, Бразилия | ходьба 50 км | 3-е   | 3:41.24   |
| 2017 | Чемпионат мира           | Лондон, Великобритания   | ходьба 50 км | 2-е   | 3:41.17   |
| 2018 | Командный чемпионат мира | Тайцан, Китай            | ходьба 50 км | 1-е   | 3:44.25   |